# Drawing Down the Moon
Drawing Down the Moon – album fińskiej grupy blackmetalowej Beherit. Wydana została 13 listopada 1993 roku przez Spinefarm Records (Finlandia). W 2006, Candlelight Records wydało reedycję tego wydawnictwa.
W Ameryce dostępna była inna wersja, lincencjowana przez JL America, lecz niektórzy twierdzą, że w porównaniu do wersji europejskiej brzmienie jest słabej jakości.

## Lista utworów
1. „Intro (Tireheb)” – 0:45
2. „Salomon's Gate” – 3:42
3. „Nocturnal Evil” – 2:53
4. „Sadomatic Rites” – 4:07
5. „Black Arts” – 3:33
6. „The Gate of Nanna” – 4:15
7. „Nuclear Girl” – 1:32
8. „Unholy Pagan Fire” – 3:54
9. „Down There...” – 2:36
10. „Summerlands” – 3:20
11. „Werewolf, Semen and Blood” – 3:08
12. „Thou Angel of the Gods” – 2:23
13. „Lord of Shadows and Goldenwood” – 3:23

## Twórcy
- Black Jesus — gitara basowa
- Necroperversor — perkusja
- Nuclear Holocausto — śpiew, gitara, produkcja, miksowanie
- Nilesh Patel – mastering
- Taneli Jarva – logo
- Sami Jämsén – zdjęcia